# Dioss Rebel
Dioss Rebel je dvoumístný sportovní automobil vyrobený firmou Dioss Klatovy, který byl designován Václavem Králem. První modrý prototyp byl přejmenován podle sponzora na Dioss Rebel Nova.

## Historie
Vyrobeny byly jen tři kusy - modrý a žlutý z roku 1995 a červený z roku 1997. Do vozů se montoval motor Škoda OHV 1,3 l, později VW DOHC 1,8. Žlutý vůz byl představen veřejnosti roku 1995 na autosalonu v Brně. Tehdy měl ještě zapuštěná světla, ta byla později vyměněna za vystouplá. Po autosalonu se začalo uvažovat o sérii 100-250 kusů ročně, jeho homologace nicméně trvala další dva roky. Žlutý prototyp uvedl majitel do provozuschopného stavu, u modrého a červeného se plánuje renovace.
Původně byl vůz navrhován s motorem 1,3 l a šestistupňovou převodovkou, v roce 1997 byl vůz homologován s motorem 1,8 20 V 93 kW.

## Technické údaje
- rozvor: 2450 mm
- rozměry: 3930x1710x1220 mm
- kola/pneumatiky: pneu 185/60 R14
- motor: VW DOHC 1,8 l
- zdvihový objem: 1781 cm³
- výkon (kW/ot/min): 93/6000
- převodní ústrojí: 5 manuální
- maximální rychlost: 200 km/h
- zrychlení z 0 na 100 km/h: 10 s.
- hmotnost: 1075 kg